# Bad Meets Evil
Bad Meets Evil (često stilizovan kao Bad Meets Ǝvil) je američki rep duo sačinjen od dvojice repera poreklom iz Detroita, Royce da 5'9" (Bad) i Eminema (Evil). Bad Meets Evil je nastao 1998. zahvalujući zajedničkom prijatelju ovog dua reperu Prufu. Njihova diskografija se sastoji od jednog EP-a i četiri singla. 1999. duo je objavio dva singla pod nazivom ‚‚Nuttin' to Do" i ‚‚Scary Movies"; prvi je dostigao 36. mesto na Hot Rap Songs listi, dok je drugi dostigao 63. poziciju na UK singles listi i takodje je bio uvršten u muziku za film Mrak film (eng. Scary Movie) (2000).
Duo se razišao nakon sukoba između Rojsa i članova Eminemove grupe D12. Sukob je završen nakon što je Pruf, član grupe D12 i Eminemov najbolji prijatelj, kao i Rojsov prijatelj, ubijen aprila 2006. Nakon što je Rojsova grupa Slaughterhouse potpisala ugovor sa Eminemovom produkcijskom kućom Shady Records, usledilo je ponovno okupljanje Bad Meets Evil-a i izdavanje EP-a Hell: The Sequel (2011), koji je dostigao prvo mesto na US Bilbord 200 listi. Glavni singl EP-a ‚‚Fast Lane" dostigao je 32. poziciju na Bilbord Hot 100 listi, dok je drugi singl ‚‚Lighters", duet sa Bruno Marsom, dostigao 4. poziciju na istoj listi. Duo se vratio 2014. povodom 15. godišnjice Shady Records-a na albumu Shady XV, na pesmi ‚‚Vegas", i ponovo 2015. zbog snimanja dve pesme za film Southpaw, nazvane ‚‚All I Think About" i ‚‚Raw". Duo se poslednjih godina pojavio i na pesmi ‚‚Not Alike" sa Eminemovog albuma Kamikaze (2018). Eminem se takodje našao i na Rojsovoj pesmi ‚‚Caterpillar" sa albuma Book of Ryan (2018). 2020. Rojs se našao na Eminemovom albumu Music To Be Murdered By (2020) i to na tri pesme, ‚‚You Gon' Learn", ‚‚Yah Yah" i ‚‚I Will". Eminem je na svom albumu takodje potvrdio da je duo još aktivan ("pack heat, but it's black ink Evil half of the Bad Meets Evil, that means take a back seat").

## Muzička karijera

### Nastanak i raskol
Eminem je upoznao Rojsa 1997. kada je Rojs imao nastup pre Ašera u Palladium-u. Eminem i Rojs su ubrzo postali dobri prijatelji i još pre nego što je Eminem postao veoma poznat, sarađivali su na pesmi koja je dovela do formiranja dua, "Bad Meets Evil", koja se našla na Eminemovom prvom albumu The Slim Shady LP (1999). Prvo izdanje grupe bio je dupli singl, objavljen 1999., a prvobitno snimljen 1998., koji je sačinjen od pesama  ‚‚Nuttin' to Do" i ‚‚Scary Movies", koje su zabeležile zapažene uspehe prva dostigavši 36. poziciju na Hot Rap Songs listi, a druga dostigavši 63. poziciju na UK Singles listi. Godinu dana kasnije pesma ‚‚Scary Movies" pojavila se kao pesma za istoimenu horor parodiju Scary Movie.
Pesma ‚‚Renegade" je prvobitno trebala da bude saradnja izmedju Eminema i Rojsa za njegov prvi studijski album Rock City (2002), ali Rojsov vers je kasnije zamenjen Džej-Zijevim za njegov album The Blueprint (2001). Džej-Zi je kontaktirao Eminema povodom saradnje i muzike dok je pesma još bila u fazi izrade. Zbog manjka vremena, Eminem je poslao Džej-Ziju muziku pesme ‚‚Renegade" uz dopuštanje Rojsa. Ali i pored svega, Eminem se ipak našao na Rojsovom Rock City albumu, na istoimenoj pesmi.
Dr. Dre je čuo jednu od Rojsovih kompilacija preko Eminema, i odlučio je da preko njegove produkcijske kuće Aftermath Entertainment potpiše ugovor sa njim. Eminem je osigurao Rojsu ulogu u pisanju tekstova za Dreov drugi studijski album, 2001. Nakon što je Rojsov menadžer Kino izjavio da je video Eminema kako uči Drea rimama kao da je Dre malo dete, Dre je zatražio od Rojsa da otpusti svog menadžera. Rojs je to odbio i to je dovelo do prekida saradnje sa Dr. Dreom.
Nakon što je Rojs odbio Eminemovu ponudu da mu se pridruži na Anger Managment turneji, Pruf, član Eminemovog benda D12 i njegov najbolji prijatelj, a takođe i dobar Rojsov prijatelj, ga je zamenio. Kasnije, Rojs je želeo da nastavi saradnju sa Eminemom, koji je bio zauzet poslom sa D12 grupom, što je dovelo do Rojsovog verovanja da D12 grupa uništava njegov odnos sa Eminemom. Sukob sa pesmama punih prozivki je usledio, što je dovelo do raspada dua.

### Ponovno okupljanje
Pred kraj 2003. godine, Pruf, član grupe D12, se sukobio sa Rojsom ispred jednog kluba u Detroitu. Došlo je do većeg komešanja i nasilja, što je dovelo do intervencije policije i hapšenja Prufa i Rojsa. Proveli su noć zatvoreni u zajedničkoj ćeliji gde su pričom razrešili svoje nesuglasice i okončali sukob. Rojs i Eminem su se pomirili nakon Prufove smrti aprila 2006.
2011. godine, Rojsova rep grupa Slaughterhouse je potpisala ugovor sa Eminemovom produkcijskom kućom Shady Records. Ovo je dovelo i do ponovnog okupljanja dua Bad Meet Evil sa debi EP-jem Hell: The Sequel, izdatog 14. juna 2011. nakon 11 godina neaktivnosti dua. EP je imao zapaženi uspeh dostigavši 1. mesto na Bilbord 200 listi.
‚‚Fast Lane" je vodeći singl izdat 3. Maja 2011. Snimljena nekoliko meseci pre izlaska, pesma je bila napisana od strane Eminema, Rojsa i Slaj Džordana, koji takođe peva refren pesme sa dodatnim vokalima Deanau Portera. Eminem je zatražio da Slaj izvede refren, nakon što je čuo Dr. Dreov hit singl ‚‚Kush". Supa Dups i Džejon Gilbert ‚‚JG" su producirali pesmu; Eminem i Majk Strejndž su odradili miksovanje. JG i Supa Dups nisu ni znali za šta rade muziku. U intervjuju za Mixtape Daily, Supa Dups govori da nije uopšte znao za projekat, već je samo poslao muziku Eminemu. 28. Aprila 2011.,kada je pesma procurela na internet, Supa Dups je bio oduševljen završenom verzijom, i bio je ponosan što je učestovavo u projektu. Pesma je zauzela 34. poziciju na Bilbord 100 listi.
Drugi singl, ‚‚Lighters", je prvobitno trebao da se nadje na Rojsovom petom studijskom albumu, Succes Is Certain, ali je singl ipak završio na albumu Hell: The Sequel. Nakon što je Rojs pokazao pesmu Eminemu on je bio inspirisan da napiše i snimi prvu strofu, što je navelo Rojsa da napiše drugu strofu odmah sutradan. Duo je onda otputovao u Los Andjeles, gde je R&B i pop pevač Bruno Mars čuo pesmu. Eminem i Mars su tada izvršili par melodijskih promena na pesmi. Eminem, The Smeezingtons i Betl Roj su producirali pesmu. Betl Roj i Džo Strejndž su takođe bili inženjeri na pesmi. Luis Resto je takođe doprineo pesmi. 25. maja 2011., kada su pesme za Hell: The Sequel bile objavljenje, otkriveno je da je pesma ‚‚Lighters" urađena u saradnji sa Bruno Marsom. Pesma ‚‚Lighters" je doživela veći uspeh od prvog singla ‚‚Fast Line", dostigavši 4. poziciju na Bilbord 100 listi.
Bad Meets Evil izbacuje novu pesmu, pod nazivom ‚‚Vegas", koja je izdata na albumu Shady XV, koji je bio izdat 24. Novembra 2014. preko produkcijske kuće Shady Records.
Album Hell: The Sequel je sertifikovan zlatan od strane RIAA prodavši 500,000 kopija u SAD-u.
Godine 2018. duo izdaje dve pesme; pesmu ‚‚Caterpillar" koja se našla na Rojsovom albumu Book of Ryan i pesmu ‚‚Not Alike" koja se našla na Eminemovom albumu Kamikaze.
Godine 2020. Rojs se našao na Eminemovom albumu ‚‚Music To Be Murdered By" i to na tri pesme ‚‚You Gon' Learn", ‚‚Yah Yah" i ‚‚I Will".

## Diskografija

### EP izdanja
| Naziv            | Detalji o albumu                                                                                | Najviša zauzeta pozicija na listi | Najviša zauzeta pozicija na listi | Najviša zauzeta pozicija na listi | Najviša zauzeta pozicija na listi | Najviša zauzeta pozicija na listi | Najviša zauzeta pozicija na listi | Najviša zauzeta pozicija na listi | Najviša zauzeta pozicija na listi | Najviša zauzeta pozicija na listi | Najviša zauzeta pozicija na listi | Sertifikati                                 |
| Naziv            | Detalji o albumu                                                                                | US                                | US R&B/HH                         | US Rap                            | AUS                               | CAN                               | GER                               | IRE                               | NZ                                | SWI                               | UK                                | Sertifikati                                 |
| ---------------- | ----------------------------------------------------------------------------------------------- | --------------------------------- | --------------------------------- | --------------------------------- | --------------------------------- | --------------------------------- | --------------------------------- | --------------------------------- | --------------------------------- | --------------------------------- | --------------------------------- | ------------------------------------------- |
| Hell: The Sequel | - Izdat: 14. juna 2011. - Producentska kuća: Shady,Interscop - Formati: CD, digitalni, LP ploča | 1                                 | 1                                 | 1                                 | 3                                 | 1                                 | 20                                | 15                                | 14                                | 5                                 | 7                                 | - RIAA: Zlatna - ARIA: Zlatna - BPI: Zlatna |

### Singlovi
| Naziv                         | Godina | Najviša zauzeta pozicija na listi | Najviša zauzeta pozicija na listi | Najviša zauzeta pozicija na listi | Najviša zauzeta pozicija na listi | Najviša zauzeta pozicija na listi | Najviša zauzeta pozicija na listi | Najviša zauzeta pozicija na listi | Najviša zauzeta pozicija na listi | Najviša zauzeta pozicija na listi | Najviša zauzeta pozicija na listi | Sertifikat                                                              | Album                                 |
| Naziv                         | Godina | US                                | US R&B/HH                         | US Rap                            | AUS                               | CAN                               | GER                               | IRE                               | NZ                                | SWI                               | UK                                | Sertifikat                                                              | Album                                 |
| ----------------------------- | ------ | --------------------------------- | --------------------------------- | --------------------------------- | --------------------------------- | --------------------------------- | --------------------------------- | --------------------------------- | --------------------------------- | --------------------------------- | --------------------------------- | ----------------------------------------------------------------------- | ------------------------------------- |
| ‚‚Nuttin' to Do"              | 1999   | —                                 | —                                 | 32                                | —                                 | —                                 | —                                 | —                                 | —                                 | —                                 | 182                               | —                                                                       | Singlovi koji nisu završili na albumu |
| ‚‚Scary Movies"               | 1999   | —                                 | —                                 | —                                 | —                                 | —                                 | —                                 | —                                 | —                                 | —                                 | 63                                | —                                                                       | Singlovi koji nisu završili na albumu |
| ‚‚Fast Lan"                   | 2011   | 32                                | —                                 | —                                 | 57                                | 50                                | —                                 | —                                 | 35                                | —                                 | 66                                | - RIAA: Zlatna                                                          | Hell: The Sequel                      |
| ‚‚Lighters" (sa Bruno Marsom) | 2011   | 4                                 | 34                                | 6                                 | 17                                | 4                                 | 26                                | 11                                | 2                                 | 10                                | 10                                | - RIAA: 2× Platinasta - ARIA: Platinasta - RIANZ: Zlatna - BPI: Srebrna | Hell: The Sequel                      |

### Muzički spotovi
| Naziv                         | Godina | Reditelji     |
| ----------------------------- | ------ | ------------- |
| ‚‚Fast Lane"                  | 2011   | Džejms Larese |
| ‚‚Lighters" (sa Bruno Marsom) | 2011   | Rič Li        |